# Gloucester
Gloucester (pronuncia ˈglɒstə, anche GLOS-tər ) è una città del Sud Ovest dell'Inghilterra, nel Regno Unito, con status di distretto. Conta 118 541 abitanti ed è il capoluogo della contea del Gloucestershire. Sorge sul fiume Severn.
Il porto di Gloucester è collegato tramite il Gloucester and Sharpness Canal all'estuario del Severn.
Il porto è stato restaurato negli anni ottanta. Alcuni magazzini portuali ora ospitano il National Waterways Museum, mentre altri sono diventati appartamenti, negozi o bar.

## Significato del nome
In antico inglese il significato di Gloucester può essere forte lucente (il nome infatti contiene la parola latina castrum, cioè insediamento; la città viene inoltre designata come Glowancestre nel 1282; glowing in inglese significa risplendente, raggiante).
In gallese il nome della città è Caerloyw, da Caer (castello) e loyw da gloyw (lucido, lucente)

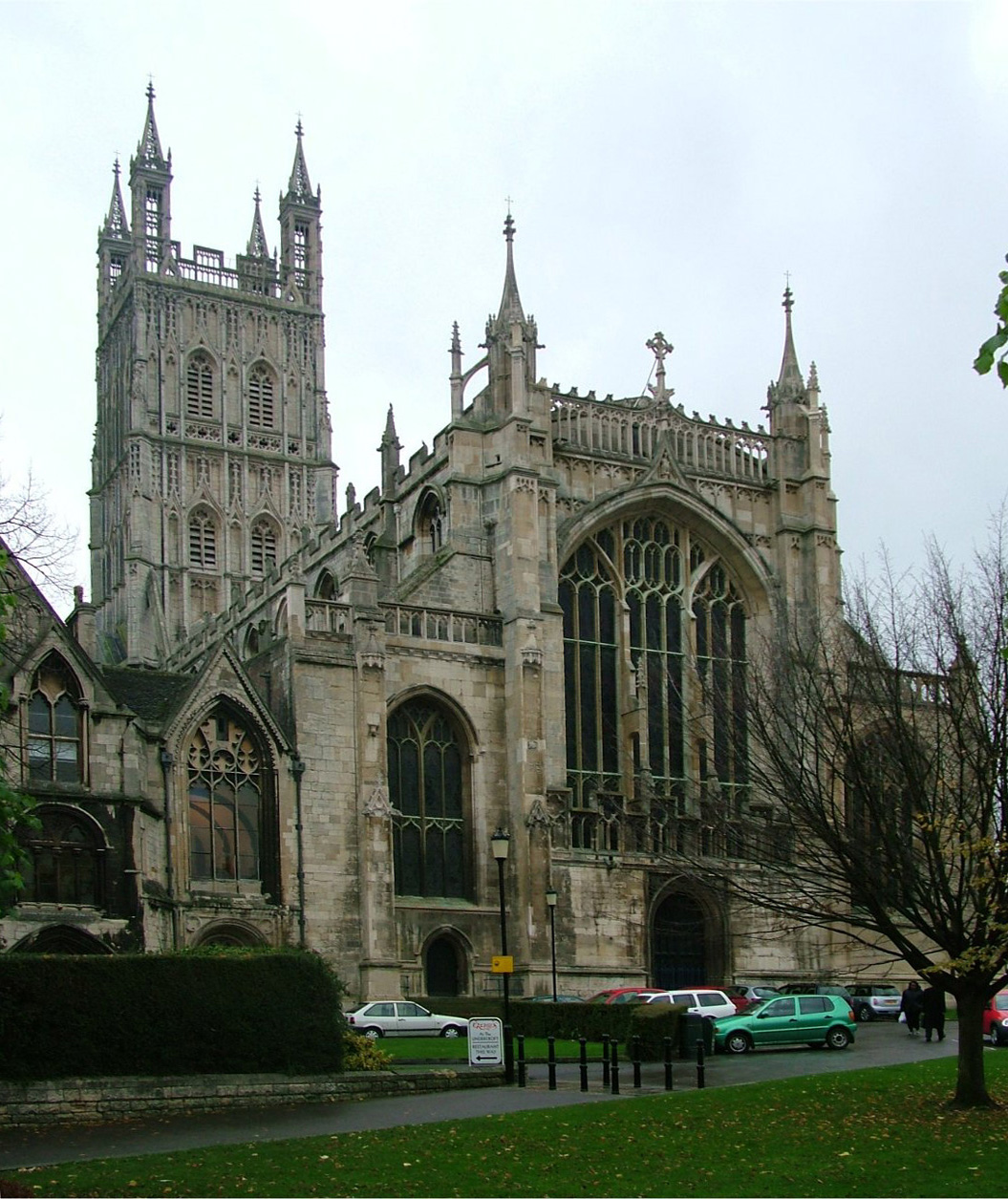
La cattedrale di Gloucester.

## Storia
Gloucester venne fondata dai Romani sotto il regno dell'imperatore Nerva. Allora la città si chiamava Colonia Nervia Glevensium o Glevum.
La sua posizione su un fiume navigabile, e la fondazione, nel 681 dell'abbazia di San Pietro da parte di Aethelred favorì la crescita della città; prima della conquista dell'Inghilterra da parte dei Normanni, Gloucester era un borgo governato da un rappresentante del re, e possedeva un castello ed una propria zecca.
Enrico II conferì a Gloucester lo statuto di città nel 1155 dando ai suoi cittadini gli stessi privilegi dei cittadini di Londra e di Winchester e, con uno secondo statuto, diede loro il permesso di navigazione sul fiume Severn.
Il primo statuto venne confermato nel 1194 da Riccardo I d'Inghilterra. I privilegi di città furono estesi nel 1200 dallo statuto di Giovanni d'Inghilterra che liberò la città dal pagamento dei pedaggi nell'intero regno e concesse il patrocinio delle cause legali all'interno della città.
Nel 1483, il re Riccardo III stabilì che la città divenisse capoluogo di contea.
Questo statuto venne confermato nel 1489 e nel 1510, e altri statuti costitutivi vennero ricevuti dalla Regina Elisabetta I e da Re Giacomo I.
L'assedio di Gloucester del 1643 fu un'importante battaglia della guerra civile inglese, dalla quale i parlamentaristi assediati emersero vittoriosi.
Fino alla costruzione del ponte sul Severn, nel 1966, Gloucester fu un buon punto per costruire un ponte per la vicinanza tra le rive del fiume e quindi era una posizione importante sulla rotta tra Londra e la parte meridionale del Galles.
Il Severn è formato da due rami in questo punto, così la strada attraversa in primo luogo l'isola di Alney e poi la sponda occidentale.
Un ponte con strada sulla sponda occidentale ad Over, costruito da Thomas Telford nel 1829, esiste ancora, notevole per la sua costruzione ad arco piatto, ma per la sua fragilità e per la ristretta ampiezza non è più usato per il traffico, e dal 1974 gli è stato costruito accanto un moderno ponte con strada.
Vi è un incrocio di ferrovia, che attraversa anche l'isola di Alney, che era il più corto sul fiume fino all'apertura del Tunnel sul Severn nel 1886.
A Gloucester vi era la sede della Gloucester Railway Carriage and Wagon Company, che ora ha chiuso.
Gloucester guadagnò notorietà nel 1994 con l'arresto di Frederick West e di sua moglie Rose West per il rapimento e l'omicidio di più di una dozzina di giovani donne fra il 1967 e il 1987, compresa una delle loro figlie.
La loro casa, al 25 di Cromwell Street, dove i resti di molte delle vittime furono sepolti, fu successivamente demolita e una passerella pubblica è stata messa al suo posto.
Per trattenere i cacciatori di souvenir, le macerie sono state ridotte in polvere prima dell'eliminazione.

## Monumenti e luoghi d'interesse
La Cattedrale di Gloucester ha origine dalla fondazione, nel 681, di un'abbazia dedicata a San Pietro. È il luogo di sepoltura di Re Edoardo II d'Inghilterra, di Walter de Lacy ed è stata recentemente usata in alcune scene dei film di Harry Potter.
A fianco del decanato vi è la cappella del priore normanno.
Nella piazza St Mary all'esterno del cancello dell'abbazia, il vescovo Hooper fu martirizzato al tempo della regina Maria nel 1555.
Molte caratteristiche case in legno sopravvivono dai primi periodi della storia della città. Nel punto di intersezione delle quattro vie principali si trovava il Tolsey (municipio), sostituito nel 1894 da un edificio moderno. Nessuno dei vecchi edifici pubblici è rimasto, eccetto il New Inn di Northgate Street, una casa in legno, robusta e massiccia, con gallerie e cortili esterni; venne costruita nel 1450 per i pellegrini al sacrario di Edoardo II, dall'Abate Sebroke.

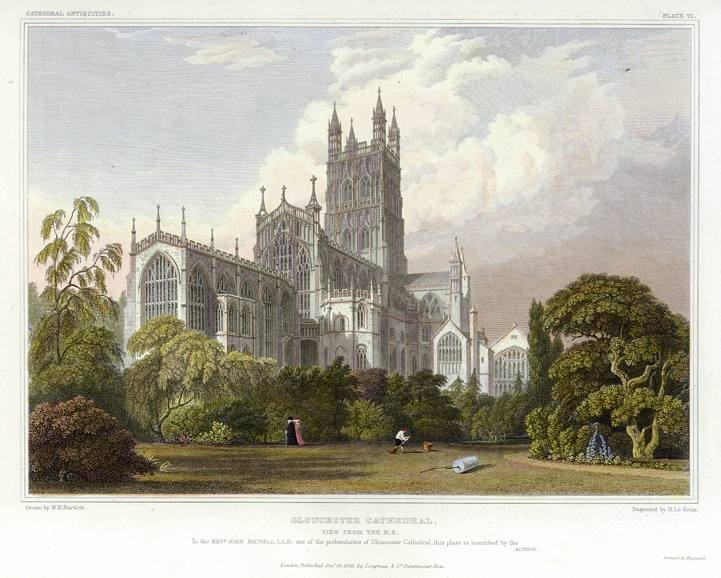
La Cattedrale di Gloucester

Sono presenti un gran numero di chiese e anche molte cappelle. Potrebbe essere stato il vecchio proverbio, "as sure as God's in Gloucester", che spinse Oliver Cromwell a dichiarare che la città aveva "più chiese che devozione". La prima scuola domenicale in Inghilterra venne aperta a Gloucester, fondata da Robert Raikes nel 1780.
Quattro chiese sono di particolare interesse: 
- la chiesa di St Mary de Lode, costruita su di un preesistente tempio romano, è la prima chiesa cristiana in Gran Bretagna; ha un campanile e un presbiterio in stile normanno ed ospita il monumento al vescovo Hooper.
- la chiesa di St Mary de Crypt, del XII secolo, ma rimaneggiata in epoca più tarda. Vicino ad essa rimangono i resti di un monastero dei frati francescani e domenicani e delle antiche mura della città.
- la chiesa di St Michael, forse una volta collegata all'abbazia di San Pietro.
- la chiesa di St Nicholas, di epoca normanna, rimaneggiata in epoca più tarda.

Ci sono tre scuole associate a chiese: La King's School, rifondata da Enrico VIII d'Inghilterra come parte dello stabilimento della cattedrale; la scuola di St Mary de Crypt, fondata dalla Dama Joan Cooke durante lo stesso regno (1539); e il Sir Thomas Rich's Blue Coat Hospital, per ragazzi (1666). Nella Crypt school venne educato il famoso predicatore George Whitefield (1714-1770), che tenne il suo primo sermone in tale chiesa.
Gli edifici moderni degni di nota comprendono il museo e la scuola di arte e scienza, il county gaol (sul sito di un castello normanno e sassone), la Shire Hall e la Whitefield memorial church. Un parco nel sud della città contiene una stazione termale e una sorgente di acque ferruginose scoperte nel 1814. Ad ovest, attraversato il canale, si trovano i resti (un passaggio e alcune mura) di Llanthony Priory, una cella dell'abbazia madre nella valle di Ewyas, Monmouthshire, che durante il regno di Edoardo IV divenne sede secondaria.
Kingsholm è la sede del Gloucester RFC, fondato nel 1873, e una delle principali squadre inglesi della rugby union.
Meadow Park è la sede del Gloucester City A.F.C. ("The Tigers") che giocano nella Southern League Premier Division.
King's Square si trova nel cuore del centro cittadino e occupa quello che una volta era un mercato del bestiame e una stazione per i bus. Inaugurata ufficialmente nel 1972, fu al centro di un radicale ridisegno della città, il Piano Jellicoe, che venne proposto per la prima volta nel 1961. Parti del piano si possono trovare qui.
Molte delle caratteristiche della ricostruzione sono state poi smantellate; le fontane in stile brutalista nel mezzo della piazza sono state eliminate e le rampe rialzate che collegavano tre parcheggi a più piani attorno al centro sono state chiuse o smantellate.
L'attuale principale stazione dei bus è stata premiata con un Civic Trust Award nel 1963 ma è ora in cattivo stato.
Un mercato coperto aprì in Eastgate Street nel 1968, seguito poco tempo dopo dal Centro Commerciale di Eastgate.
Il Centro Ricreativo di Gloucester aprì all'angolo tra Eastgate Street e Bruton Way nel settembre 1974 ed è stato nuovamente sviluppato nel 2003.
Una nuova stazione ferroviaria si è aperta a Bruton Way nel 1977, sostituendone una che una volta sorgeva sul luogo ora occupato da un supermercato Asda.
Le principali vie di shopping erano riservate a uso pedonale verso la fine degli anni ottanta.
Ci sono poche costruzioni alte a Gloucester, la cattedrale è la più evidente.
La torre del Gloucestershire Royal Hospital, costruita durante gli anni 1970 – 1975, può essere vista da miglia di distanza.
In Brunswick Road, una torre di calcestruzzo marrone alloggia le aule del Gloucestershire College of Arts and Technology.
La torre fu aggiunta in modo incongruente alle costruzioni esistenti degli anni trenta del Technical College nel 1971.
Un alto condominio è presente in Columbia Close, fra London Road e Kingsholm Road.
Fu costruito nel 1972 e si eleva dove una volta vi era Columbia Street in un piccolo distretto precedentemente conosciuto come Clapham.
Rovine romane furono scoperte nel 1974 durante la costruzione del magazzino Boots all'angolo tra Brunswick Road e Eastgate Street.
Queste possono essere viste attraverso oblò di vetro a livello della strada.
Una volta era possibile fare un tour del sito sotterraneo ma il tour guidato fu successivamente sostituito con una “colonna parlante” al lato della finestra di visione.
Parti della porta meridionale della città possono essere viste dall'imboccatura sul retro del Gloucester Furniture Exhibition Centre - uno showroom all'angolo tra Southgate Street e Parliament Street.

## Parrocchie civili
Nel distretto esiste una sola parrocchia civile: Quedgeley.

## Clima
| Gloucester          | Mesi | Mesi | Mesi | Mesi | Mesi | Mesi | Mesi | Mesi | Mesi | Mesi | Mesi | Mesi | Stagioni | Stagioni | Stagioni | Stagioni | Anno |
| Gloucester          | Gen  | Feb  | Mar  | Apr  | Mag  | Giu  | Lug  | Ago  | Set  | Ott  | Nov  | Dic  | Inv      | Pri      | Est      | Aut      | Anno |
| ------------------- | ---- | ---- | ---- | ---- | ---- | ---- | ---- | ---- | ---- | ---- | ---- | ---- | -------- | -------- | -------- | -------- | ---- |
| T. max. media (°C)  | 6,8  | 7,2  | 9,6  | 12,7 | 16,1 | 19,2 | 20,9 | 20,3 | 17,9 | 14,4 | 9,8  | 7,7  | 7,2      | 12,8     | 20,1     | 14,0     | 13,6 |
| T. min. media (°C)  | 1,1  | 1,4  | 2,5  | 4,7  | 7,5  | 10,5 | 12,0 | 11,8 | 9,9  | 7,4  | 3,9  | 2,2  | 1,6      | 4,9      | 11,4     | 7,1      | 6,2  |
| Precipitazioni (mm) | 64   | 43   | 52   | 46   | 57   | 55   | 50   | 62   | 63   | 56   | 62   | 70   | 177      | 155      | 167      | 181      | 680  |

## Amministrazione

### Gemellaggi
Gloucester è gemellata con:
- Metz
- Treviri, dal 1959
- St. Ann
- Gouda